# Вільгельм III (ландграф Верхнього Гессену)
Вільгельм III Молодший (нім. Wilhelm III. der Jüngere; 8 вересня 1471 — 17 лютого 1500) — ландграф Верхнього Гессену в 1483—1500 роках.

## Життєпис
Походив з Гессенського дому. Третій син Генріха III, ландграфа Верхнього Гессену, і Анни фон Катценельнбоген. Народився 1471 року. Старший брат помер ще до його народженя, а після смерті у 1478 році іншого брата Людвіга став спадкоємцем батька. У 1483 році після смерті останнього успадкував Верхній Гессен.
З огляду на малий вік опікуном став його стрийко Герман, архієпископ Кельна. У 1489 році Вільгельм III остаточно перебрав владу в державі.
Спрямував зусилля на розширення володінь. 1492 року придбав половину панства Еппштайн, а 1493 року — частину замку Клінгенберг з навколишніми землями. 1498 року пошлюбив представницю старшої гілки Пфальцьких Віттельсбахів.
1500 року загинув внаслідок нещасного випадку — впав з коня під час полювання поблизу Раушенберга. Оскільки не мав спадкоємців, Верхній Гессен успадкував його стриєчний брат Вільгельм II.

## Родина
Дружина — Єлизавета, донька Філіппа Віттельсбаха, курфюрста Пфальцу
дітей не було